# Andrej Matejunas
Andrej Aleksandrovič Matejunas (in russo Андрей Александрович Матеюнас?; Kazan', 28 marzo 1988) è un ex cestista russo.